# Bistum Tsiroanomandidy
Das Bistum Tsiroanomandidy (lat.: Dioecesis Tsiroanomandidyensis) ist eine in Madagaskar gelegene römisch-katholische Diözese mit Sitz in Tsiroanomandidy.

## Geschichte
Papst Pius XII. gründete die Apostolische Präfektur Miarinarivo am 13. Januar 1949 aus Gebietsabtretungen des Apostolischen Vikariates Miarinarivo.
Am 11. Dezember 1958 wurde es zum Bistum erhoben, das dem Erzbistum Antananarivo als Suffraganbistum unterstellt wurde.
Am 8. Februar 2017 gab es mehr als die Hälfte seines Territoriums und drei der zwanzig bestehenden Pfarreien zur Errichtung des Bistums Maintirano ab.

## Ordinarien

### Apostolischer Präfekt von Tsiroanomandidy
- Angel Martínez Vivas OSsT (14. Januar 1949 – 11. Dezember 1958)

### Bischöfe von Tsiroanomandidy
- Angel Martínez Vivas OSsT (11. Dezember 1958 – 30. Juli 1977)
- Jean-Samuel Raobelina MS (27. April 1978 – 30. Juni 2001)
- Gustavo Bombin Espino OSsT (4. Oktober 2003–8. Februar 2017), dann Bischof von Maintirano
- Gabriel Randrianantenaina seit 30. April 2021

## Statistik
| Jahr | Bevölkerung | Bevölkerung | Bevölkerung | Priester   | Priester           | Priester         | Priester               | Ständige Diakone | Ordensleute | Ordensleute | Pfarreien |
| Jahr | Katholiken  | Einwohner   | %           | Gesamtzahl | Diözesan- priester | Ordens- priester | Katholiken je Priester | Ständige Diakone | männlich    | weiblich    | Pfarreien |
| ---- | ----------- | ----------- | ----------- | ---------- | ------------------ | ---------------- | ---------------------- | ---------------- | ----------- | ----------- | --------- |
| 1950 | 9.600       | 64.000      | 15,0        | 9          |                    | 9                | 1.066                  |                  | 12          | 3           | 4         |
| 1969 | 42.543      | 115.241     | 36,9        | 25         | 1                  | 24               | 1.701                  |                  | 31          | 30          | 10        |
| 1980 | 61.242      | 165.785     | 36,9        | 20         | 1                  | 19               | 3.062                  |                  | 31          | 41          | 11        |
| 1990 | 82.890      | 270.127     | 30,7        | 22         | 3                  | 19               | 3.767                  |                  | 31          | 55          | 15        |
| 1999 | 127.167     | 387.407     | 32,8        | 23         | 12                 | 11               | 5.529                  |                  | 16          | 74          | 16        |
| 2000 | 159.291     | 391.171     | 40,7        | 30         | 15                 | 15               | 5.309                  |                  | 20          | 65          | 16        |
| 2004 | 172.189     | 464.211     | 37,1        | 30         | 16                 | 14               | 5.739                  |                  | 22          | 83          | 3         |
| 2017 | 241.325     | 699.500     | 34,5        | 58         | 30                 | 28               | 4.161                  |                  | 8           | 161         | 17        |
| 2022 | 275.060     | 721.814     | 38,1        | 50         | 32                 | 18               | 5.501                  |                  | 43          | 169         | 3         |